# Felix Jusupov

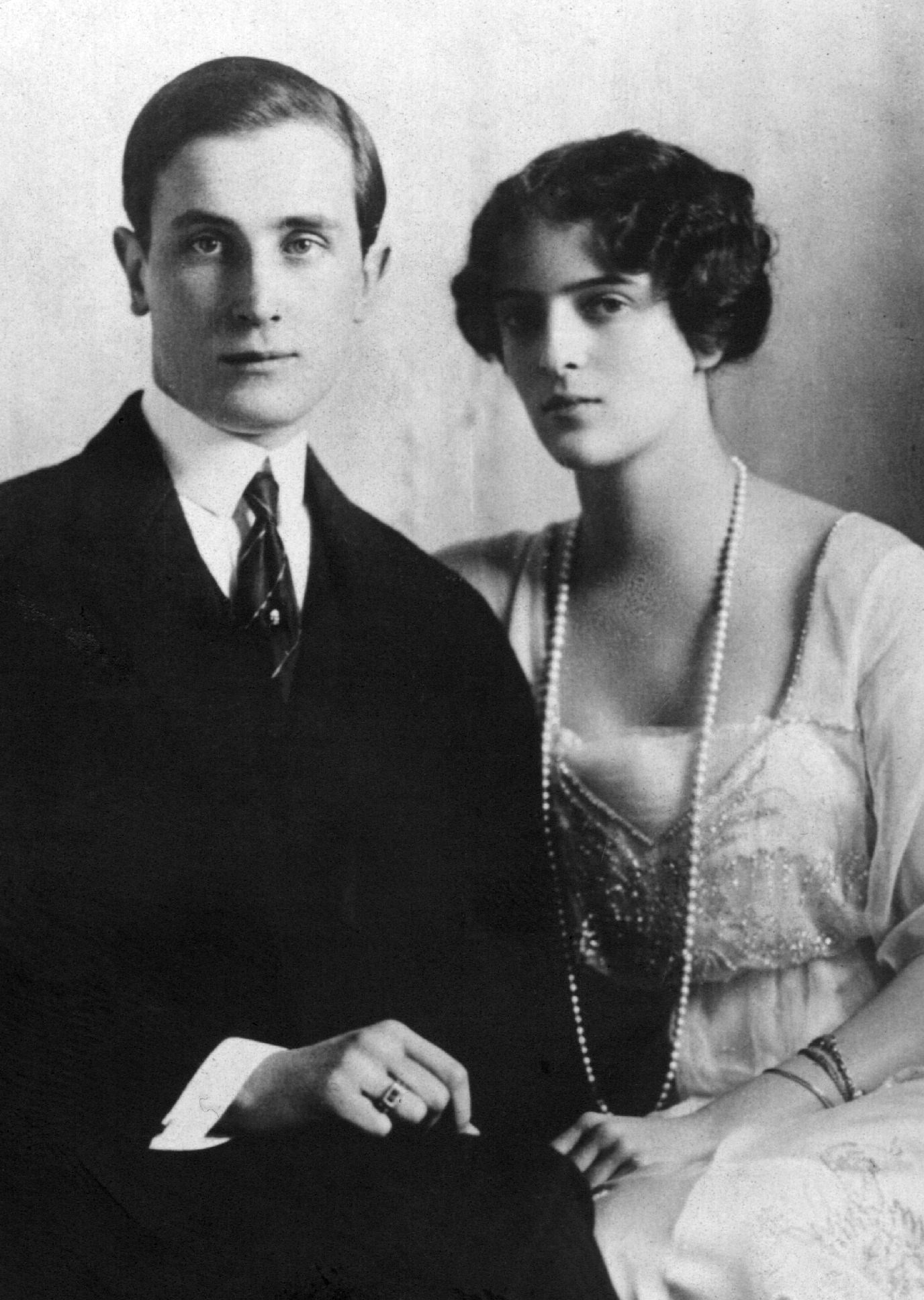
Felix Jusupov med sin hustru Irina Alexandrovna.

Furst Felix Feliksovitj Jusupov, greve Sumarokoff-Elston (ryska: Фéликс Фéликсович Юсýпов), född 23 mars 1887 i Sankt Petersburg, död 27 september 1967 i Paris, var en rysk adelsman från huset Jusupov, mest känd för att ha deltagit i mordet på Grigorij Rasputin och för att ha gift sig med prinsessan Irina Alexandrovna, en brorsdotter till tsar Nikolaj II.

## Biografi
Felix Jusupov föddes i Moikapalatset i Sankt Petersburg. Hans far var greve Felix Felixovich Sumarokov-Elston (1856–1928). Zinaida Jusupova, hans mor, var den sista av Jusupovlinjen. För att bevara Jusupovnamnet från att förloras erhöll hans far titeln och efternamnet från sin hustru.
Felix levde ett flamboyant liv. Som ung man kunde han klä ut sig i kvinnokläder och bära sin mors smycken vid deltagande i offentliga evenemang. Mellan 1909 och 1913 ägnade han sig åt studier inom skogsbruk och senare engelska vid University College, Oxford, där han också var medlem i Bullingdon Club, och grundade Oxford Russian Club. 
1914 gifte han sig till mångas förvåning i Sankt Petersburg med tsarens systerdotter furstinnan Irina Alexandrovna av Ryssland, dotter till tsarens syster storfurstinnan Xenia Alexandrovna av Ryssland och storfurste Alexander Michailovitj av Ryssland.
Felix Jusopov är kanske mest känd för sin inblandning i mordet på Rasputin i december 1916, tillsammans med storfurste Dimitrij Pavlovitj, Vladimir Purisjkevitj och några andra. Av allt att döma skedde mordet i Jusupovs bostad. Han förvisades på grund av mordet till södra Ryssland, men frigavs av den provisoriska regeringen 1917.
Vid ryska revolutionen lyckades paret undkomma via Krim till England. De tillhörde de 80-tal personer som evakuerades på det brittiska fartyget HMS Marlborough från Krim med änketsaritsan Maria Fjodorovona i april 1919. De levde sedan ett kosmopolitiskt liv i bland annat Frankrike och USA.
Felix Jusupov har skrivit Rasputin (1927).